# Pedro Sella
Pedro Cella Júnior, (Ribeirão Preto, São Paulo, 28 de agosto de 1926), é um pintor paisagistico brasileiro.

## biografia
Sella é seu nome artístico, gravado em centenas de telas espalhadas por todo o Brasil e também no mundo. Talentoso desde a tenra infância, aos 8 anos deixou-se impressionar vivamente pela arte. Aos treze anos, já estava na escola de belas artes.
Mas, dentro de sua obstinação, era um espírito inquieto, como se demonstrou como tal, logo começou a pintar, já nesta altura com cavalete ao lado do seu primeiro mestre.
Suas pesquisas levaram aos abstracionistas e aos modernos.
Efetuou cursos de escultura, arquitetura, desenho artístico e técnico, sempre ligado a cores, tintas e técnicas. Brasileiro arraigado às coisas nossas, transportou a técnica assimilada daquelas escolas que o impressionaram, para a sua temática. Ferrenho, individualista, apaixonado pelos temas pitóricos, talvez por isso, por essa fidelidade ao tema e à técnica que vem marcando a sua carreira artística exclusivamente dedicada à arte.
Correr o interior brasileiro à procura do que tem de mais belo no campo, foi uma questão de fazer as malas, pegar as palhetas, tintas, pincéis e trilhar as estradas; pois Sella é isso, tão autêntico que pinta direto, cavalete armado diante do cenário escolhido, considerando a composição, as cores, a luz e o que diz a sua alma de artista.
No seu amor à natureza, tanto rodou por ai afora que acabou se tornando uma espécie de historiador na medida em que registrou nas suas telas não só gente, costumes e casas, mas seus marcos, monumentos e estilos arquitetônicos. Em traços e tons impressionistas, pintou Goias Velho, a casa de Cora Coralina, as igrejas de Ouro Preto, os bebedouros coloniais de Minas, o barroco.
Membro fundador da Academia Paulista de Belas Artes e da Associação Paulista de Belas Artes, Sella orgulha-se dos seus murais, quatro deles de temas religiosos em São Paulo e três no interior, um dos quais de 10x3 na Prefeitura de São Sebastião do Paraíso, Mina Gerais.
Sella fez parte da Comissão Organizadora do "V Salão Brasileiro de Belas Artes" de 1996.

## Premiações
Fazendo da arte seu instrumento de mensagem de amor à natureza interiorana, Sella conseguiu desde 1955, integrar-se e projetar-se no mundo da arte através de uma respeitável sequência de exposições individuais e coletivas, prêmios e outras honrarias, entre elas:
- 1969 - Troféu MVPSP
- 1970 - Prêmio Arte do Salão Paulista
- 1978 - Medalha de Bronze do V Salão Primavera da Associação Paulista
- 1979 - Medalha do VII Salão de Belas Artes de São Paulo
- 1979 - Menção Honrosa da Sociedade Brasileira de Belas Artes do Rio de Janeiro.
- 1979 - Medalha de Ouro do 30º aniversário da ESNVM
- 1979 - Troféu Rosa de Bronze do XI Salão da Primavera, SP
- 1979 - Grande Medalha de Bronze do X Salão de Belas Artes do Embu
- 1979 - Grande Medalha de Ouro do X Salão da APRSP
- 1981/82/83/84 - Grande Troféu de Honra, Placa e Medalha de Prata e Troféu "Semana de Portinari" de Brodosqui, SP
- 1982 - Medalha de Ouro da Associação Paulista de Belas Artes
- 1982 - Palheta de Ouro da União Nacional dos Artistas Plásticos
- 1984 - Grande Medalha de Ouro do II SABA, Ribeirão Preto, SP
- 1984 - Diploma do Center Art Comtemporane de Paris, França
- 1984 - Grande Medalha de Bronze do Center Art Comtemporane de Paris, França

Somando ao todo são 47 prêmios, entre outros.

## Exposições Individuais
- 1979 - Salão Portinari, São Paulo
- 1982 - Itaúgaleria, Ribeirão Preto[1]
- 1984 - Salão de Arte Bruno Felisberti, Poços de Calda, MG
- 1984 - Salão Oficial da Semana de Portinari, Brodowski, SP
- 1984 - Itaugaleria, Araraquara[1]
- 1985 - Galeria de Arte do Clube Paulistano, SP. Membro diversas vezes como juri.

## coletivas nacionais
- 1980 - Galeria Prestes Maia, São Paulo[1]
- 1983 -  Itaúgaleria, Ribeirão Preto[1]

## Coletivas internacionais
- 1984 - C.A. Comtemporane, Paris e Cannes.

Catalogado pelos anuários Julio Louzada (Internacional) e Domani.